# Хатинка на Байкалі
«Хатинка на Байкалі» (рос. «Избушка на Байкале») — радянський художній фільм-драма 1926 року, знятий режисером Борисом Свєтозаровим. Фільм не зберігся.

## Сюжет
Про боротьбу партизанських загонів і частин Червоної армії із залишками військ Колчака і барона Унгерна в Сибіру у 1921 році.

## У ролях
- Василь Кузнецов — Овсюгов, робітник
- Маргарита Горбатова — Агнія, наречена, рибачка
- Євген Токмаков — Захар
- Олександр Черкасов — Шелєпов, ватажок білобандитів
- Борис Снигирьов — Попов, уповноважений губпродкому / мисливець Лук'янич
- А. Тейфель — Черняков, голова волвиконкому
- Г. Малахов — епізод
- Семен Ізаксон — епізод

## Знімальна група
- Режисер — Борис Свєтозаров
- Сценарист — Володимир Зазубрін
- Оператор — Григорій Лемберг